# ICBR
De ICBR (Internationale Commissie ter Bescherming van de Rijn) (Frans: CIPR – Commission Internationale pour la Protection du Rhin, Duits: IKSR – Internationale Kommission zum Schutz des Rheins, Engels: ICPR – International Commission for the Protection of the Rhine) is een commissie opgericht op 11 juli 1950 door Nederland, Duitsland, Luxemburg, Frankrijk en Zwitserland.
Het internationaal secretariaat zetelt in Koblenz, Duitsland.

## Geschiedenis
Sinds de oprichting van de ICBR (in 1950) zorgen vijf landen en de Europese Unie er samen voor dat de Rijn wordt beschermd.

### Rijnministersconferentie
De Rijnministerconferentie werd voor het eerst gehouden in 1967 op initiatief van Nederland. De eerste conferentie was georganiseerd zodat men een doorslag zou krijgen in het Rijnchemieverdrag, wat de chemische verontreiniging van de Rijn en zijn stroomgebied zou voorkomen. Men wilde dit verdrag in navolging van het op 29 april 1963 ondertekende verdrag Overeenkomst nopens de Internationale Commissie ter Bescherming van de Rijn tegen Verontreiniging getekend in Bern (Zwitserland). In dit verslag werden de eerste stappen ondernomen om de verontreiniging van de Rijn te voorkomen. Na een politieke strijd werd dit op 3 december 1976 in Bonn gerealiseerd.
Omdat het Rijnchemieverdrag veel samenhang vertoonde met de in mei 1976 ondertekende richtlijn (binnen de EEG) Richtlijn 76/464/EEG van de Raad van 4 mei 1976 betreffende de verontreiniging veroorzaakt door bepaalde gevaarlijke stoffen die in het aquatisch milieu van de Gemeenschap worden geloosd, werd besloten de EU (destijds de EEG) als permanent lid aan te wijzen.
Tijdens de Rijnministerconferenties worden besluiten genomen over belangrijke politieke kwesties. Deze besluiten zijn bindend voor de regeringen.

## Structuur
Het voorzitterschap van de commissie rouleert om de drie jaar. Een keer per jaar vindt, tegelijkertijd met de bijeenkomst van het CoördineringsComité Rijn, de plenaire vergadering plaats. De plenaire vergadering is het hoogste besluitvormend orgaan, waarvan de beslissingen worden voorbereid door de Strategiegroep, die op haar beurt input krijgt uit de werk- en expertgroepen.
Deze overleggroepen werken op basis van een tijdelijk onbeperkt of beperkt mandaat en behandelen alle inhoudelijke vraagstukken met betrekking tot waterkwaliteit en emissies (inclusief grondwater), ecologie evenals hoogwater en laagwater. Expertgroepen ondersteunen de werkzaamheden van de werkgroepen. De internationale werkgroepen worden tevens bijgestaan door nationale comités.

### Coördinerings Commitee
Tijdens de Rijnministersconferentie van 29 januari 2001 werd voor de internationale coördinatie een Coördinerings Commitee (CC) ingesteld. Hierin worden naast de leden van de ICBR ook andere landen vertegenwoordigd:
- België, Wallonië
- Oostenrijk
- Liechtenstein
- Italië

Het CC wordt overkoepeld door het secretariaat van de ICBR; deze ondersteunt de CC.